# 노먼 가네
노먼 커리스 가네(영어: Norman Curris Gagne, 1911년 11월 3일 ~ 1986년 11월 28일)는 캐나다의 스키 점프 선수이다. 몬트리올에서 태어난 그는 1936년 동계 올림픽의 스키 점프 종목에 참가해 177.3점의 기록으로 38위를 기록했다.